# Brittiska Hongkongs flagga
Brittiska Hongkongs flagga var flaggan för den brittisk kronkoloni Hongkong. Flaggan var baserad på Blue Ensign med Hongkongs vapen i en vit rundel. Den sista flaggan antogs 27 december 1959 och det fanns tidigare versioner från 1871, 1876 och 1955.

## Tidigare versioner av flaggan

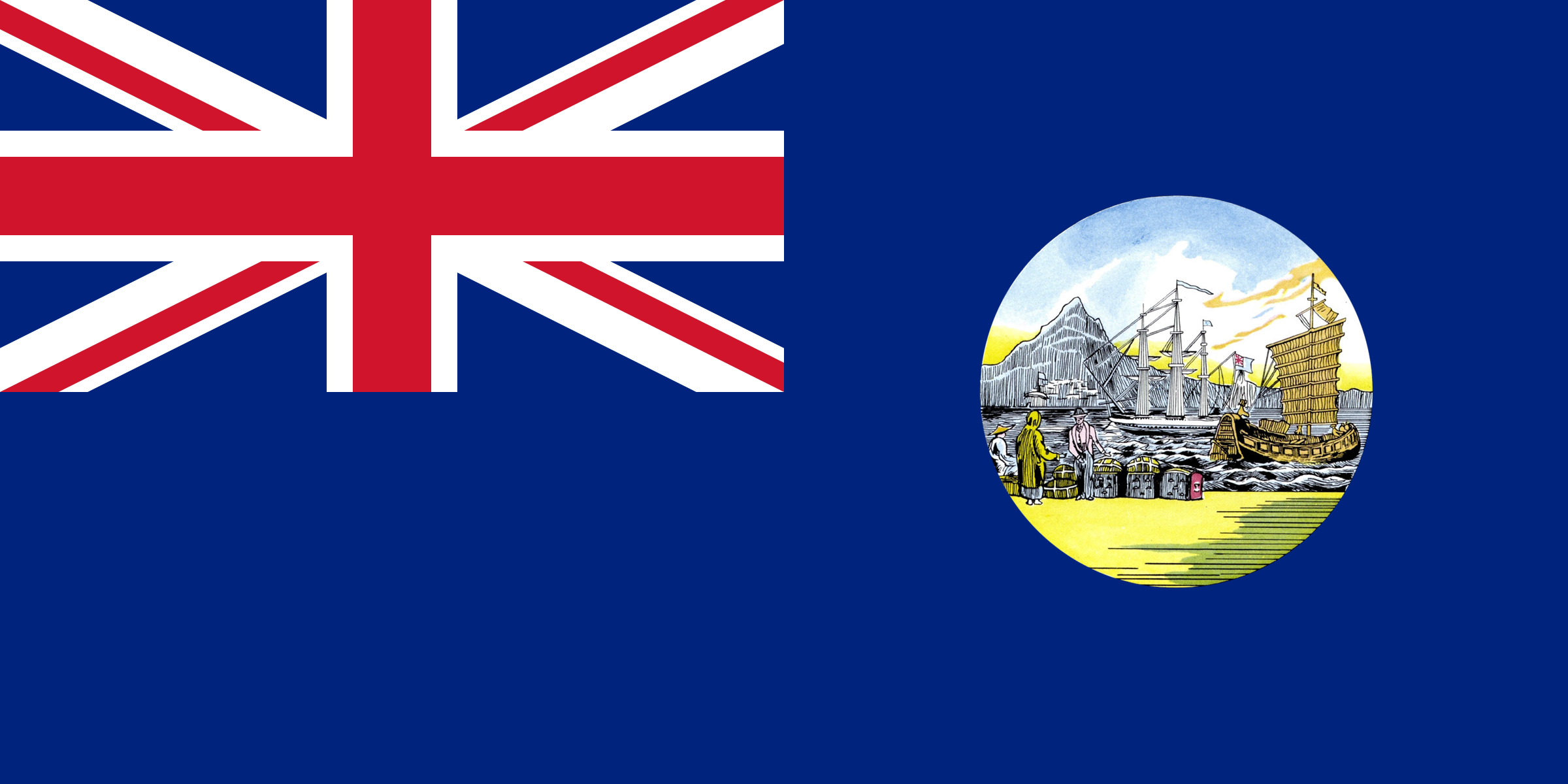
Flaggan 1955–1959
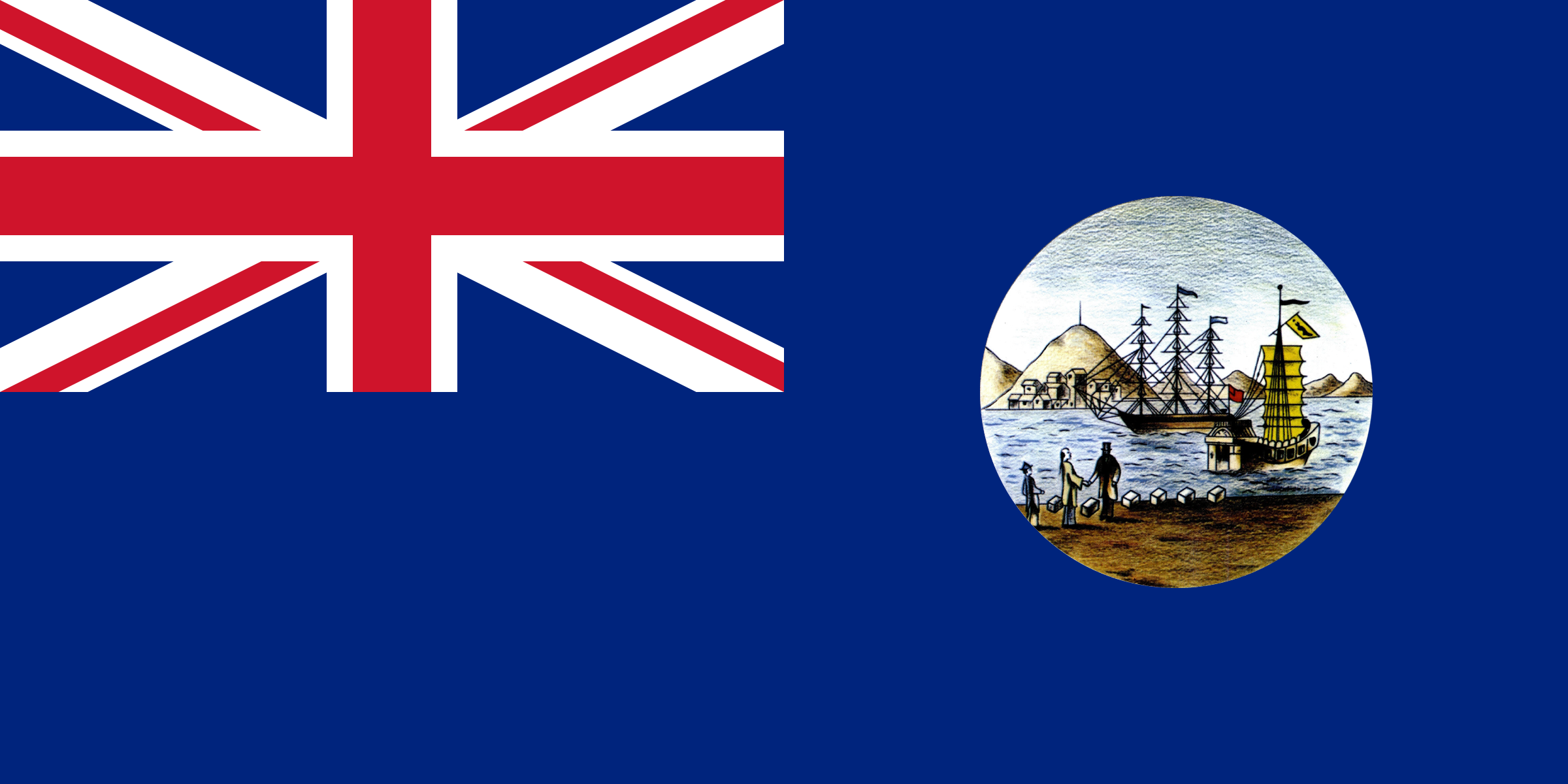
Flaggan 1876–1955
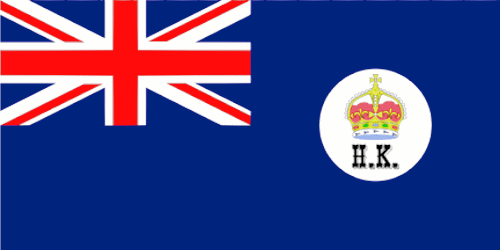
Flaggan 1871–1876